# أندرو ميتشيل
أندرو ميتشيل (بالإنجليزية: Andrew Mitchell)‏ (و. 1708 – 1771 م) هو دبلوماسي، وسياسي، من مملكة بريطانيا العظمى، ولد في إدنبرة، كان عضوًا في الجمعية الملكية، توفي في برلين، عن عمر يناهز 63 عاماً.

## مناصب
تولى منصب عضو مجلس الشعب في برلمان بريطانيا العظمى.

## جوائز
حصل على جوائز منها:
- زميل في الجمعية الملكية.